# Чамзинский район
Ча́мзинский райо́н (эрз. Чаунзабуе, мокш. Чамзинкань аймак) — административно-территориальная единица (район) и муниципальное образование (муниципальный район) в составе Республики Мордовия Российской Федерации.
Административный центр — рабочий посёлок Чамзинка.

## География
Чамзинский район географически расположен в центре восточной части Республики Мордовия. Территория района составляет 1009,5 км². Чамзинский район самый возвышенный в Мордовии. Здесь находится самая высокая точка в республике, расположена она в районе кафе "55км" с правой стороны дороги на Ульяновск и равна 338 м над уровнем моря. Чуть ниже — Лысая гора, где находится цементный завод.
Чамзинский район граничит на северо-востоке с Атяшевским, востоке — Дубёнским, юге — Большеберезниковским и немного Лямбирским, западе — Ромодановским и северо-западе — Ичалковским районами.
Чамзинский район находится в 50 километрах от столицы Республики Мордовия — города Саранска.
Природа
На территории района преобладают широколиственные леса и луговые степи. Леса занимают около 19 % площади Чамзинского района. Почвы: серые лесные (52 %), чернозёмы (33 %), пойменные (2 %).
Особо охраняемые природные территории: Чамзинский охотничий заказник, родники «Алексеевский» возле села Алексеевка, «Святой» — возле деревни Альза, «Немка Пандо Лисьма» — у села Большое Маресево.

## История
Образован 16 июля 1928 года. 11 марта 1959 года к Чамзинскому району были присоединены части территорий упразднённых Ладского и Саранского районов.

## Население
| 1970    | 1979    | 1989    | 2002    | 2005    | 2006    | 2007    |
| ------- | ------- | ------- | ------- | ------- | ------- | ------- |
| 36 555  | ↘35 051 | ↗36 186 | ↘33 871 | ↘33 272 | ↘33 061 | ↘32 686 |
| 2008    | 2009    | 2010    | 2011    | 2012    | 2013    | 2014    |
| ↘32 417 | ↘31 958 | ↘31 639 | ↘31 482 | ↘31 159 | ↘31 021 | ↘30 954 |
| 2015    | 2016    | 2017    | 2018    | 2019    | 2020    | 2021    |
| ↘30 932 | ↘30 588 | ↘30 378 | ↘30 130 | ↘29 737 | ↘29 457 | ↘29 018 |

### Урбанизация
В городских условиях (рабочие посёлки (пгт) Комсомольский и Чамзинка) проживают 71.4 % населения района.

## Административное деление
В Чамзинский район как административно-территориальную единицу входят 2 рабочих посёлка (пгт) и 8 сельсоветов.
В муниципальный район, в рамках организации местного самоуправления, входят 10 муниципальных образований, в том числе 2 городских поселения и 8 сельских поселений.
Сельсоветы одноимённы образованным в их границах сельским поселениям, а рабочие посёлки — городским поселениям.
| №  | Муниципальное образование            | Административный центр        | Количество населённых пунктов | Население (чел.) | Площадь (км²) |
| -- | ------------------------------------ | ----------------------------- | ----------------------------- | ---------------- | ------------- |
| 1  | Комсомольское городское поселение    | рабочий посёлок Комсомольский | 4                             | ↘11 708          | 72.04         |
| 2  | городское поселение Чамзинка         | рабочий посёлок Чамзинка      | 3                             | ↗10 068          | 67,07         |
| 3  | Алексеевское сельское поселение      | посёлок Алексеевка            | 2                             | ↗1041            | 39,54         |
| 4  | Апраксинское сельское поселение      | село Апраксино                | 7                             | ↘902             | 89,04         |
| 5  | Большемаресевское сельское поселение | село Большое Маресево         | 6                             | ↗1435            | 153.76        |
| 6  | Большеремезенское сельское поселение | село Большие Ремезёнки        | 4                             | ↗768             | 92.71         |
| 7  | Медаевское сельское поселение        | село Медаево                  | 5                             | ↗681             | 142,33        |
| 8  | Мичуринское сельское поселение       | село Мичурино                 | 11                            | ↗725             | 123,21        |
| 9  | Отрадненское сельское поселение      | село Отрадное                 | 5                             | ↗1059            | 94.19         |
| 10 | Пичеурское сельское поселение        | село Пичеуры                  | 6                             | ↗631             | 135,51        |

В 2005 году первоначально в муниципальном районе было образовано 15 муниципальных образований, в том числе 2 городских поселения и 13 сельских поселений. Последним соответствовали 13 сельсоветов.
Законом от 26 мая 2014 года, Краснопоселковское сельское поселение и одноимённый ему сельсовет были упразднены, а входившие в их состав населённые пункты были включены в Мичуринское сельское поселение и сельсовет.
Законом от 17 мая 2018 года, Маломаресевское сельское поселение и одноимённый ему сельсовет были упразднены, а входившие в их состав населённые пункты были включены в Большеремезенское сельское поселение и сельсовет; Мокшалейское сельское поселение и одноимённый ему сельсовет были упразднены, а входившие в их состав населённые пункты были включены в Большемаресевское сельское поселение и сельсовет.
Законом от 24 апреля 2019 года, Сабур-Мачкасское сельское поселение и одноимённый ему сельсовет были упразднены, а входившие в их состав населённые пункты были включены в Комсомольское городское поселение (рабочий посёлок); Кульминское сельское поселение и одноимённый ему сельсовет были упразднены, а входившие в их состав населённые пункты были включены в Отрадненское сельское поселение и сельсовет.

### Населённые пункты
В Чамзинском районе 53 населённых пункта.
| №  | Населённый пункт    | Тип             | Население | Муниципальное образование            |
| -- | ------------------- | --------------- | --------- | ------------------------------------ |
| 1  | Азарьевка           | деревня         | →7        | Мичуринское сельское поселение       |
| 2  | Александровка       | деревня         | ↘6        | Мичуринское сельское поселение       |
| 3  | Алексеевка          | посёлок         | ↘410      | Алексеевское сельское поселение      |
| 4  | Альза               | село            | ↗143      | городское поселение Чамзинка         |
| 5  | Апраксино           | село            | ↘908      | Апраксинское сельское поселение      |
| 6  | Большие Ремезёнки   | село            | ↘452      | Большеремезенское сельское поселение |
| 7  | Большое Маресево    | село            | ↘727      | Большемаресевское сельское поселение |
| 8  | Горбуновка          | посёлок         | ↗11       | Комсомольское городское поселение    |
| 9  | Железный            | посёлок         | ↘4        | Мичуринское сельское поселение       |
| 10 | Знаменское          | село            | ↘173      | Мичуринское сельское поселение       |
| 11 | Иванова Поляна      | деревня         | ↘67       | Пичеурское сельское поселение        |
| 12 | Инелей              | село            | →0        | Мичуринское сельское поселение       |
| 13 | Каменка             | деревня         | ↘32       | Комсомольское городское поселение    |
| 14 | Каменский           | посёлок         | →7        | Медаевское сельское поселение        |
| 15 | Карсаковка 1-я      | деревня         | ↘5        | Апраксинское сельское поселение      |
| 16 | Карсаковка 2-я      | деревня         | ↘1        | Апраксинское сельское поселение      |
| 17 | Киржеманы           | село            | ↘640      | Алексеевское сельское поселение      |
| 18 | Комсомольский       | рабочий посёлок | ↘11 255   | Комсомольское городское поселение    |
| 19 | Кочкуши             | село            | ↘72       | Отрадненское сельское поселение      |
| 20 | Красногорное        | село            | ↘63       | Большеремезенское сельское поселение |
| 21 | Красный Воин        | посёлок         | ↘1        | Большемаресевское сельское поселение |
| 22 | Красный Посёлок     | село            | ↘197      | Мичуринское сельское поселение       |
| 23 | Кульмино            | село            | ↘290      | Отрадненское сельское поселение      |
| 24 | Люля                | деревня         | ↘28       | Медаевское сельское поселение        |
| 25 | Макеевка            | посёлок         | ↘9        | Мичуринское сельское поселение       |
| 26 | Маколово            | село            | ↘69       | Отрадненское сельское поселение      |
| 27 | Маколовские Выселки | посёлок         | ↘0        | Отрадненское сельское поселение      |
| 28 | Малое Маресево      | село            | ↘188      | Большеремезенское сельское поселение |
| 29 | Малые Ремезенки     | деревня         | ↘36       | Большеремезенское сельское поселение |
| 30 | Мары                | посёлок         | ↘5        | Пичеурское сельское поселение        |
| 31 | Мачказерово         | село            | ↘118      | Медаевское сельское поселение        |
| 32 | Медаево             | село            | ↘585      | Медаевское сельское поселение        |
| 33 | Мичурино            | село            | ↘412      | Мичуринское сельское поселение       |
| 34 | Мокшалей            | село            | ↘422      | Большемаресевское сельское поселение |
| 35 | Нагорная Вышенка    | деревня         | ↘3        | Мичуринское сельское поселение       |
| 36 | Наченалы            | село            | ↘241      | Апраксинское сельское поселение      |
| 37 | Новоселки           | село            | ↘88       | Мичуринское сельское поселение       |
| 38 | Обуховка            | деревня         | ↘6        | Апраксинское сельское поселение      |
| 39 | Огаревка            | деревня         | ↘10       | Большемаресевское сельское поселение |
| 40 | Отрадное            | село            | ↘459      | Отрадненское сельское поселение      |
| 41 | Пенькозавод         | посёлок         | ↘58       | Пичеурское сельское поселение        |
| 42 | Пичеуры             | село            | ↘543      | Пичеурское сельское поселение        |
| 43 | Пянгелей            | село            | ↘72       | Большемаресевское сельское поселение |
| 44 | Репакуши            | посёлок         | ↘17       | Пичеурское сельское поселение        |
| 45 | Репьевка            | село            | ↘509      | городское поселение Чамзинка         |
| 46 | Сабур-Мачкасы       | село            | ↗464      | Комсомольское городское поселение    |
| 47 | Семёновка           | деревня         | ↘2        | Апраксинское сельское поселение      |
| 48 | Смирновка           | посёлок         | ↘0        | Мичуринское сельское поселение       |
| 49 | Соколов Гарт        | село            | ↘11       | Пичеурское сельское поселение        |
| 50 | Сорлиней            | село            | ↘70       | Медаевское сельское поселение        |
| 51 | Сырятино            | село            | ↘16       | Большемаресевское сельское поселение |
| 52 | Тепловка            | деревня         | ↗6        | Апраксинское сельское поселение      |
| 53 | Чамзинка            | рабочий посёлок | ↗9464     | городское поселение Чамзинка         |

## Экономика
Основа экономики — крупные промышленные предприятия. На территории района находится богатое месторождение цементного сырья, которое стало базой для крупнейшего производителя цемента на территории европейской части России — ОАО «Мордовцемент». Производством молочной и сырной продукции занимается ОАО «Мечта». Также на территории поселка Чамзинка действуют одна из крупнейших птицефабрик Мордовии ОАО «Птицефабрика „Чамзинская“» и мясоперерабатывающий комплекс ООО «Юбилейное». Другие крупные предприятия: ОАО «Лато», завод сухих строительных смесей «Магма», комбинат комплектов строительных конструкций, акционерное общество «Автозапчасть», структурное подразделение Ульяновского объединения «АвтоУаз», Алексеевская ТЭЦ-3.
В 2010 году крупными и средними предприятиями обрабатывающих производств отгружено товаров собственного производства, выполнено работ и услуг на сумму 8,42 млрд рублей.

## Транспорт
В районе 218 км дорог с твердым покрытием.

## Культура
Неподалёку от села Апраксино расположен памятник археологии — группа Апраксинских курганов.

## Образование
На территории района в селе Сабур-Мачкасы действует одно из старейших учебных заведений Мордовии (ныне — СПТУ № 2), которое было открыто в 1882 году на капитал в 16950 рублей, завещанный земству помещиком Краснопутским.